# Brandon Carnes
Brandon Carnes (Bradenton, 6 marzo 1995) è un velocista statunitense.

## Carriera
Nel 2023 ha vinto la medaglia d'oro ai Mondiali di Budapest nella staffetta 4×100 metri, assieme a Christian Coleman, Fred Kerley e Noah Lyles.

## Palmarès
| Anno | Manifestazione   | Sede     | Evento      | Risultato | Prestazione | Note                                                                    |
| ---- | ---------------- | -------- | ----------- | --------- | ----------- | ----------------------------------------------------------------------- |
| 2022 | Campionati NACAC | Freeport | 100 m piani | Bronzo    | 10"12       |                                                                         |
| 2022 | Campionati NACAC | Freeport | 4×100 m     | Oro       | 38"29       | Miglior prestazione personale                                           |
| 2023 | Mondiali         | Budapest | 4×100 m     | Oro       | 37"38       | Miglior prestazione mondiale stagionale · Miglior prestazione personale |